# Wondae-dong
Wondae-dong (koreanska: 원대동)  är en stadsdel i staden Daegu i den centrala delen av Sydkorea, 240 km sydost om huvudstaden Seoul. Den ligger i stadsdistriktet Seo-gu.